# کاروکو
کاروکو (به ژاپنی: 嘉禄 Karoku)، نام یک عصر تاریخی ژاپنی بود. این عصر بعد از گن‌نین و قبل از آنتی (دوره کاماکورا) قرار داشت و از آوریل ۱۲۲۵ تا دسامبر ۱۲۲۷ میلادی به طول انجامید. در طی این عصر امپراتور گو-هوریکاوا، امپراتور ژاپن بود.